# Мамба (цукерка)

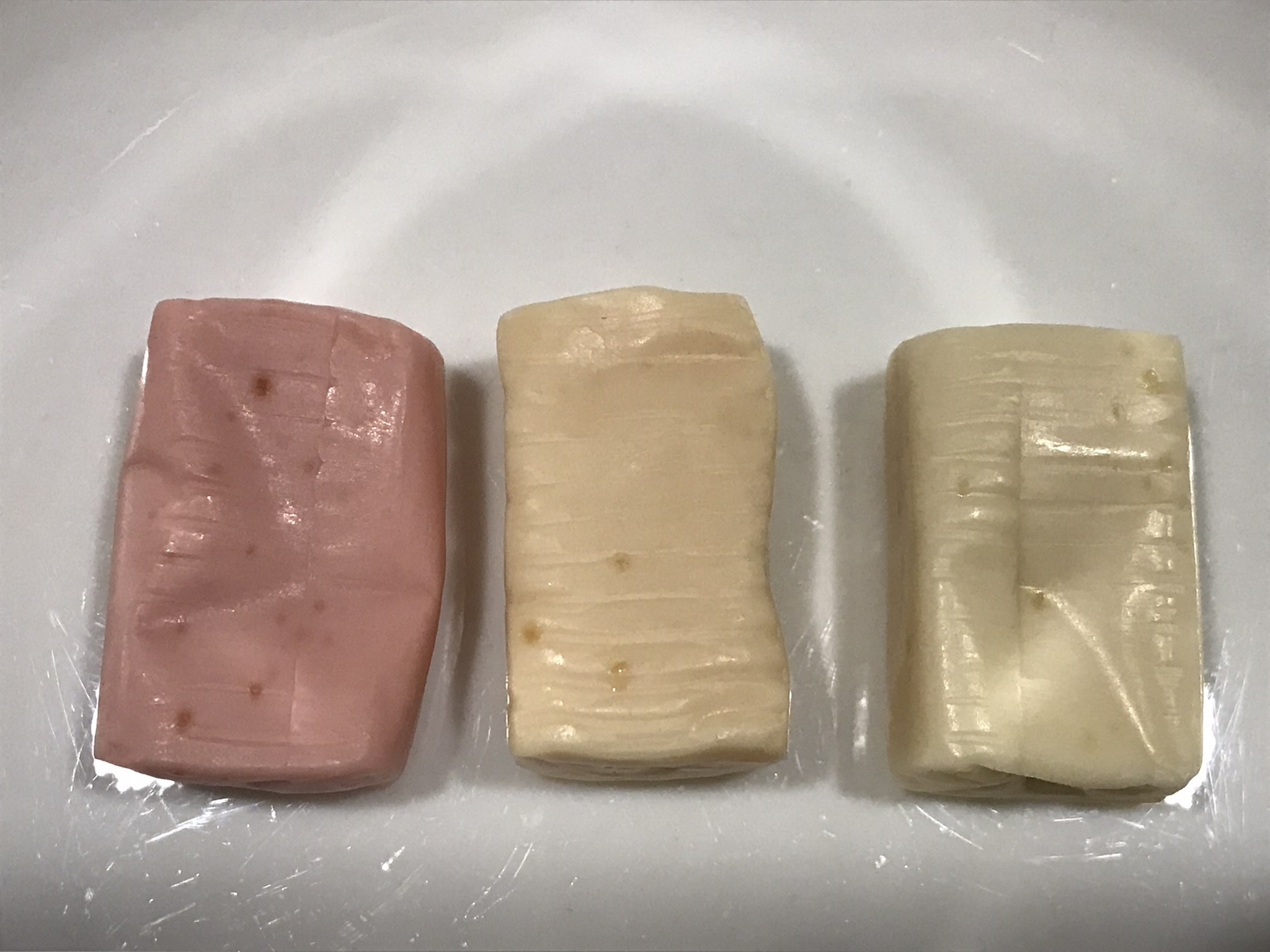
Цукерки Мамба без упаковки. Зліва направо: смак вишні, апельсина та лимона

Фруктові жувальні цукерки Mamba — це бренд фруктових жувальних цукерок, які виробляє August Storck KG. Вони доступні в таких смаках: полуниця, апельсин, лимон, малина та вишня. Mamba була випущена на ринок Німеччини в 1953 році та в США в 1986 році.
Цукерки Mamba з кислими смаками вперше випущені в 2007 році.